# 欣南诺国家公园
欣南诺（老挝语：Hin Nam No）国家公园位于老挝甘蒙省的布拉帕县。公园东邻越南的峰牙-己榜國家公園，北接同省納開縣的納開-南騰國家公園。欣南诺国家公园于2020年1月通过总理令成立，由老挝农林部管理。
欣南诺的显著特点是其喀斯特地貌。如果将该公园与丰牙-克邦合并为一个连续的公园，将成为世界上最大的保护喀斯特区域之一。
由于欣南诺位于甘蒙石灰岩带和安南山脉之间，公园内有许多洞穴和石灰岩悬崖，包括色本斐河洞。据信这是世界上最大的河流洞穴之一，其通道约120米高、200米宽，地下水道长达七公里。
2021年初，欣南诺被提名加入国际自然保护联盟（IUCN）绿色名录保护区。IUCN绿色名录是保护区管理绩效的全球标准，被视为提名为联合国教科文组织世界遗产的前奏。

## 植物与动物
国家公园位于北安南雨林生态区。公园的721.9平方公里或77.5%的面积被森林覆盖。保护区内的植物群落包括常绿森林、混交落叶林和龙脑香林。公园包括中印度支那石灰岩喀斯特森林的区域，这是一种独特的植物群落，也出现在Phou Hin Poun保护区和越南，这里是许多特有植物的家园。公园是七种日行性灵长类动物的栖息地，它们都是保护关注的对象。
欣南诺拥有1520种维管植物和536种脊椎动物。 保护区内的重要物种包括红腿杜猴、弗朗索瓦叶猴、大麂、果蝠、彩翼蝠、大黄嘴鸟和烟黑钩嘴鹛。

## 相关决议
- 贯彻2020年森林战略
- 贯彻2007年12月24日第04/NA号森林法
- 贯彻2007年12月24日第07/NA号野生动物和水生资源法